# Hosakote
Hoskote là một thị xã của quận Bangalore Rural thuộc bang Karnataka, Ấn Độ.

## Địa lý
Hoskote có vị trí 13°04′B 77°48′Đ / 13,07°B 77,8°Đ Nó có độ cao trung bình là 875 mét (2870 feet).

## Nhân khẩu
Theo điều tra dân số năm 2001 của Ấn Độ, Hoskote có dân số 36.333 người. Phái nam chiếm 52% tổng số dân và phái nữ chiếm 48%. Hoskote có tỷ lệ 70% biết đọc biết viết, cao hơn tỷ lệ trung bình toàn quốc là 59,5%: tỷ lệ cho phái nam là 74%, và tỷ lệ cho phái nữ là 65%. Tại Hoskote, 12% dân số nhỏ hơn 6 tuổi.